# Johan Norman Hansen
Johan Norman Hansen (ur. 27 grudnia 1890 - zm. w XX wieku) – duński kolarz torowy, brązowy medalista mistrzostw świata.

## Kariera
Największy sukces w karierze Johan Norman Hansen osiągnął w 1921 roku, kiedy zdobył brązowy medal sprincie indywidualnym amatorów podczas mistrzostw świata w Kopenhadze. W zawodach tych wyprzedzili go jedynie dwaj rodacy: Henry Brask Andersen oraz Erik Kjeldsen. Był to jedyny medal wywalczony przez Hansena na międzynarodowej imprezie tej rangi. Kilkakrotnie stawał na podium zawodów sprinterskich w Kopenhadze, ale nigdy nie zwyciężył. W 1919 roku zdobył tytuł mistrza kraju w wyścigu na 1 milę duńską. Nigdy nie wystąpił na igrzyskach olimpijskich. 